# فاغنر بيريز دي ألميدا
فاغنر بيريز دي ألميدا (27 ديسمبر 1973 في بورتو أليغري في البرازيل – )؛ هو لاعب كرة قدم سابق كان يلعب كمهاجم.

## وصلات خارجية
- فاغنر بيريز دي ألميدا على موقع رابطة كرة القدم اليابانية للمحترفين (اليابانية)
- فاغنر بيريز دي ألميدا على موقع قاعدة بيانات كرة القدم.إي يو (الإنجليزية)
- فاغنر بيريز دي ألميدا على موقع عالم كرة القدم.نت (الإنجليزية)